# Шверт
Швертът (от немски: Schwert; на нидерландски: zwaard – „меч“) е част, използвана във ветроходните съдове, които нямат баластен кил. Той се използва за съпротивление на дрейфа (страничното движение на съда). Швертът е като кил, който обаче може да се прибира чрез завъртане или повдигане, за да не пречи при плитки води.
Съвременните ветроходи често имат един фиксиран шверт в средата, който често има в долния си край противотежест за много високи мачти и стъкмявания.

## Видове
Има три вида подвижни швертове: среден шверт, промушващ се шверт и странични швертове.
Средният шверт може да се спуска в средата на лодката. Той често се среща в така наречените яхти-играчки около началото на 20 век, но не се използва много поради това, че заема място в каютата или на палубата, трудната достъпност за обслужване и поддръжка и, не на последно място, високата цена.
Промушващ се шверт се е използвал в Ниските земи в миналото на дървените салове, които са се спускали по реките, но сега се използва само в Полинезия и до не много отдавна (1970) в оригиналната форма на „янгадас“ (ветроходни салове) по отдалечените части на бразилското крайбрежие.
Страничният шверт виси отстрани на кораба. Използват се винаги по два: един на щирборда и един на бакборда, закрепени симетрично. Само малките корабчета за превоз на хора, които често се придвижват чрез гребане са имали само по един страничен шверт. Швертове се използват все още на плоскодънните и облодънните кораби от кафявата флота.

## Действие
Лодките имат два шверта за в случай, че трябва да плават срещу вятъра. При поворот оверщаг курсът на лодката спрямо вятъра се променя. Тогава вятърът идва от другата страна на ветрилата. Спускането на шверта от страната на вятъра (наветрената страна) няма никакъв смисъл, този борд е високо. Тогава трябва швертът от тази страна да се вдигне и да се спусне швертът от ниската (подветрената страна).
Когато един шверт се спусне на страната, накъдето отива вятърът (на подветрената или ниската страна), лодката прави по-малко страничен дрейф по посока на вятъра. Един шверт е плосък откъм подветрената страна и изпъкнал откъм наветрената страна. Поради това се получава крилен профил. По този начин не само се предотвратява страничният дрейф на кораба, но и се получава движеща сила по посока на курса. Така един ветроходен съд може да плава под по-остър ъгъл срещу вятъра. Причината, поради която някои кораби използват странични швертове исторически е свързана с корабите, които са били предназначени за плаване в плитки води или трябва да св изваждат на сухо.

## Форми
Швертовете имат различна форма, като различията често зависят от начина на използване и водите, в които плава кораба. Рибарските кораби от високите води като речните устия, крайбрежието и морето имат дълги тесни швертове. Ветроходните товарни кораби от вътрешните води имат големи, тежки и широки швертове.

## Разпространение
Швертове се използват от Балтийско море, датските и фризийски вати, Фризийските езера, Зеландските води, крайбрежието на Северно море до Северна Франция, устието на Темза и езерата на Източна Англия.

## Въвеждане
Чудно е да се знае колко бързо са се разпространили страничните швертове в Ниските земи. Това започва около 1575 г. и продължава до 1625 г., когато те вече са обичайни.
Това може да се види по картините от този период (които лесно се датират), предимно на градските пейзажи с плавателни съдове на преден план.
Там може да се види, че:
- Преди 1575 г. не се срещат странични швертове.
- През гореуказания период се срещат както кораби без швертове, така и такива с швертове.
- След 1625 г. всички кораби за вътрешно плаване имат швертове.

Известно е, че при по-късни реставрации на тези картини са добавяни швертове, защото се е смятало, че определено ги е имало.
Причината за бързото въвеждане на швертовете може да се обясни с огромното развитие както на презморската, така и на вътрешната търговия по време на 12-годишното примирие (1609) по време на Осемдесетгодишната война. Поради това по това време са изкопани и подобрени много водни пътища, които не са били по-дълбоки от съществуващите поради технически ограничения, докато корабите стават по-големи и не е било възможно да се използва дълбоко излизащ кил. Освен това корабите е трябвало да се съобразяват с местата, където корабите е трябвало да бъдат пренасяни по суша и шлюзовете от онова време. Особено шлюзът на Гауда е бил известен с малката си ширина и дълбочина.